# Тричі Ана
«Тричі Ана» (ісп. Tres veces Ana) — мексиканський телесеріал 2016 року у жанрі драми та створений компанією Televisa. В головних ролях — Анжеліка Боєр, Себастьян Рульї, Девід Сепеда, Сусана Досамантес, Бланка Герра, Педро Морено, Ерік дель Кастільйо. Перша серія вийшла в ефір 23 травня 2016 року. Серіал має 1 сезон. Завершився 123-м епізодом, який вийшов у ефір 24 жовтня 2016 року. Продюсер серіалу — Анджеллі Несма Медіна.
Серіал є адаптацією мексиканського серіалу «Узи любові», 1995 року.

## Сюжет
Ана Лусія, Ана Летісія та Ана Лаура Альварес дель Кастільо — сестри з дуже різними характерами. Історія починається двадцять років тому, коли Ана Летісія ненавмисно стала причиною смерті своїх батьків в автокатастрофі, намагаючись відібрати кермо у свого батька. Вважалося, що Ана Лусія потонула в річці, в яку впав сімейний автомобіль, і лише Ана Летісія та Ана Лаура вижили. Місцева жінка Соледад Ернандес, знаходить Ану Лусію в річці та виховує її як свою рідну. Ана Лусія росте, нічого не знаючи про своє справжнє походження. Її виховували як вільну, але співчутливу жінку, яка любить своїх друзів і родину, особливо свою прийомну матір.
Тим часом Ана Лаура — мила, але тиха й самотня дівчина, яка хоче знайти свою зниклу сестру, відмовляючись вірити, що вона мертва. Вона втратила ногу в автокатастрофі, що викликало у неї комплекс неповноцінності. Вона закохується в Раміро, який також любить її. Разом з Аною Лаурою в особняку Ріваденейра живе Ана Летісія — нарцис. Вона гламурна, егоїстична та маніпулятивна, їй завжди потрібно бути в центрі уваги, особливо зі своєю бабусею Ернестиною, яка також вірить, що Ана Лусія жива, та її прийомним дядьком Маріано, в якого Ана Летісія таємно закохана.

## Актори та ролі
| Актор               | Роль                                  |
| ------------------- | ------------------------------------- |
| Анжеліка Боєр       | Ана Лусія, Ана Летісія, Ана Лаура     |
| Себастьян Рульї     | Сантьяго Гарсія / Марсело Сальватерра |
| Девід Сепеда        | Раміро Фуентес                        |
| Сусана Досамантес   | Ернестина Ріваденейра                 |
| Бланка Герра        | Соледад Ернандес                      |
| Педро Морено        | Іньякі Найера                         |
| Ерік дель Кастільйо | Еварісто Гуерро                       |
| Ана Берта Еспін     | Ремедіос Гарсія                       |
| Летісія Пердігон    | Донья Хана                            |
| Нурія Бегес         | Леонор Муньос                         |
| Луз Марія Херес     | Хульєта де Ескарсега                  |
| Моніка Санчес       | Вірідіана Бетанкур                    |
| Отто Сірго          | Родріго Касасола                      |
| Карлос де ла Мота   | Валентин Паділья Ласкано              |
| Антоніо Медельїн    | Ісідро Санчес                         |
| Роберто Баллестерос | Тадео Найер                           |
| Сачі Тамашіро       | Марібель Альфаро                      |
| Альфредо Гатіка     | Орландо Наварро                       |
| Алан Слім           | Хав'єр Найер                          |
| Раміро Фумасоні     | Маріано Альварес дель Кастільо        |

## Сезони
| Сезон | Епізоди | Епізоди | Оригінальний показ | Оригінальний показ | Оригінальний показ |
| Сезон | Епізоди | Епізоди | Перший показ       | Останній показ     | Мережа             |
| ----- | ------- | ------- | ------------------ | ------------------ | ------------------ |
| 1     | 123     | 123     | 23 травня 2016     | 24 жовтня 2016     | Univision          |

## Аудиторія
| Країна трансляції | Сезон | Розклад     | Серії | Перший ефір    | Перший ефір | Останній ефір  | Останній ефір | Середній бал |
| Країна трансляції | Сезон | Розклад     | Серії | Дата           | Дата        | Дата           | Дата          | Середній бал |
| ----------------- | ----- | ----------- | ----- | -------------- | ----------- | -------------- | ------------- | ------------ |
| США               | 1     | 21:00—22:00 | 123   | 23 травня 2016 | 2,27        | 24 жовтня 2016 | 2,865         | 1,849        |
| Мексика           | 1     | 20:30—21:15 | 111   | 22 серпня 2016 | 1,7         | 22 січня 2017  | -             | 2,60         |
| Бразилія          | 1     | 18:15—19:15 | 112   | 30 січня 2023  | 5           | 4 липня 2023   | 5             | 4,40         |

## Нагороди та номінації
| Рік  | Премія                      | Категорія                      | Номінант                            | Результат |
| ---- | --------------------------- | ------------------------------ | ----------------------------------- | --------- |
| 2017 | Premios TVyNovelas (México) | Найкраща акторка               | Анжеліка Боєр                       | Перемога  |
| 2017 | Premios TVyNovelas (México) | Найкращий актор                | Себастьян Рульї                     | Перемога  |
| 2017 | Premios TVyNovelas (México) | Найкраща заслужена акторка     | Бланка Герра                        | Номінація |
| 2017 | Premios TVyNovelas (México) | Найкращий заслужений актор     | Ерік дель Кастільйо                 | Номінація |
| 2017 | Premios TVyNovelas (México) | Найкраща молода акторка        | Сачі Тамашіро                       | Номінація |
| 2017 | Premios TVyNovelas (México) | Найкраща акторка другого плану | Лайша Вілкінс                       | Номінація |
| 2017 | Premios TVyNovelas (México) | Найкращий актор другого плану  | Отто Сірго                          | Номінація |
| 2017 | Premios TVyNovelas (México) | Найкращий режисер              | Мануель Барахас, Армандо Сафра      | Номінація |
| 2017 | Premios TVyNovelas (México) | Найкращий режисер              | Клаудіо Рейес Рубіо, Серхіо Катаньо | Номінація |
| 2017 | Premios TVyNovelas (México) | Найкраща тематична пісня       | «Se puede amar», Пабло Альборан     | Перемога  |
| 2017 | Premios TVyNovelas (México) | Кращий акторський склад        | Анджеллі Несма Медіна               | Номінація |

## Версії
| Рік  | Країна  | Українська назва | Оригінальна назва | Кількість | Кількість | В головних ролях                               | Компанія | Канал         |
| Рік  | Країна  | Українська назва | Оригінальна назва | сезонів   | серій     | В головних ролях                               | Компанія | Канал         |
| ---- | ------- | ---------------- | ----------------- | --------- | --------- | ---------------------------------------------- | -------- | ------------- |
| 1995 | Мексика | Узи любові       | Lazos de amor     | 1         | 100       | Лусеро Оґаса, Луїс Хосе Сантандер, Марга Лопес | Televisa | Las Estrellas |